# زبان داکوتا
داکوتا (Dakhótiyapi, Dakȟótiyapi)، یک زبان سیویی است که توسط مردم داکوتا از قبایل سو بدان سخن گفته می‌شود. داکوتا ارتباط نزدیکی با زبان لاکوتا دارد و با آن قابل درک است. این زبان به شدت در خطر انقراض است و تنها حدود ۲۹۰ سخنران مسلط از یک جمعیت قومی تقریباً ۲۰٬۰۰۰ نفری باقی مانده‌اند.

## آواشناسی

### حروف صدادار
داکوتا دارای پنج مصوت شفاهی، /a e i o u/ و سه مصوت بینی، /ã ĩ ũ/ است.
|       |       | پیشین | مرکزی | پسین |
| ----- | ----- | ----- | ----- | ---- |
| بالا  | دهانی | i     |       | u    |
| بالا  | بینی  | ĩ     |       | ũ    |
| اواسط |       | e     |       | o    |
| کم    | دهانی |       | a     |      |
| کم    | بینی  |       | ã     |      |